# バックヤード・ベイビーズ
バックヤード・ベイビーズ (Backyard Babies) は、スウェーデン出身のロック・バンド。
北欧の代表的グラムロック・バンド「ハノイ・ロックス」の流れを汲むグループの一つ。1990年代にデビューして以来、メンバーチェンジする事なく活動を続けている。

## 経歴
1987年、トビアス・フィッシャー(Vo/Ba)、ドレゲン(Gt)、ヨハン・ブロムクヴィスト(Gt)、ペダー・カールソン(Dr)のメンバーでロックバンド「Tyrant」を結成。その後フロントマンをバックコーラスなどを担当していたニッケ・ボルグと交代し、現行の「Backyard Babies」に改名する。程なくしてニッケがギター、ヨハンがベースを担当する現在の形となった。
1991年、EP「SOMETHING TO SWALLOW」をリリース。
1993年、Mega Rock Recordsと契約。
1994年、デビューアルバムDisel&Powersをリリース。その後ギタリストのドレゲンがヘラコプターズを結成。平行に活動する。97年にはオリジナルメンバーでの再結成を果たしたキッスのサポートを務めた。
1997年、ドレゲンがヘラコプターズを脱退、バックヤードベイビーズが活動を再開。ドイツ、オランダ、全米ツアーを行う。
1998年には2ndアルバム「total 13」をリリースし、地元スウェーデンではチャート12位を記録。4万枚を売り上げ、初来日も果たした。
1999年、富士急ハイランドコニファーフォレストで開催されたロックフェス「OUT OF HELL」で再び来日。THEE MICHELLE GUN ELEPHANTやギターウルフ、SNAIL RAMP、SNUFFと競演。レコーディングを開始。00年にはロスにおいてX JAPANのYOSHIKIが所有するエクスタシースタジオでミキシング。12月にはAC/DCの英国ツアーのサポートを務める。
2001年、3rdアルバム「Making Enemies is Good」を発表、地元スウェーデンチャートで1位を、フィンランドチャートで13位を、日本では総合チャートで33位を獲得し、来日。
2002年、ドレゲンが強盗に襲われ顎を骨折、数本のライブもキャンセルとなった。
2003年、4thアルバム「Stockholm Syndrome」をリリース。スウェーデンチャートで2位、日本では翌年リリースされ、オリコンチャートで39位を獲得。AC/DCのヨーロピアンツアーのサポートを務め、同年、スウェディッシュ・グラミー・アウォーズを獲得。
2004年、「SONIC MANIA'04」で来日。直前にキャンセルとなったスリップノットの代打を務める形となった。ヨーロッパでのヴェルヴェット・リヴォルヴァーのツアーサポートを務めた。
2005年、初のライブアルバム、「LIVE LIVE IN PARIS」を発表。スウェーデンチャートで13位、オリコンチャートでは81位を獲得。
2006年、5thアルバム「People Like People Like People Like Us」を発表。スウェーデンで3位を、オリコンチャートで51位を獲得。初年の開催となった「LOUD PARK'06」及びジャパンツアーで来日。
2007年、BMGとの契約満了。初の中国公演を行う予定だったが、チベット問題によりキャンセル。
2008年、プライベートレーベルBillion Dollar Babies Recordsを設立。6thアルバム「BACKYARD BABIES」をリリース。スウェーデンチャートで1位、オリコンチャートで43位を獲得。ガンズ・アンド・ローゼズのキーボード、ディジー・リードが参加している。スウェーデン、ヨーロッパ、イギリス、フランス、ドイツ、日本でツアー。
2009年11月16日、地元のデイリー紙でのインタビューにて無期限活動休止を宣言。
2010年3月、活動休止前最後の来日公演を東京と大阪で行う。
2014年10月、再始動を正式発表。2015年中のアルバムリリースと、6月に地元・スウェーデンで行われる「Sweden Rock Festival」への出演を皮切りに、様々なロックフェスヘの出演が発表された。
2015年8月、７thアルバム「FOUR BY FOUR」をリリース。「LOUD PARK 15」に参加。
2016年9月、単独ツアーで来日。
2017年3月、初のライブ映像作品「Live At Cirkus」をリリース。

## メンバー

### 現ラインナップ
- ニッケ・ボルグ　Nicke Borg - ボーカル/ギター (1989– )
現在はNicke Borg Homeland名義でソロ活動中。
- ドレゲン　Doregen（Andreas Tyrone Svensson） - ギター (1987– )
ヘラコプターズのギタリスト。マイケル・モンローのバンドでギターとして活動後、脱退しソロ活動を行う。
- ヨハン・ブロムクヴィスト　Johan Blomqvist - ベース (1987– )
- ペダー・カールソン　Peder Carlsson - ドラムス (1987– )

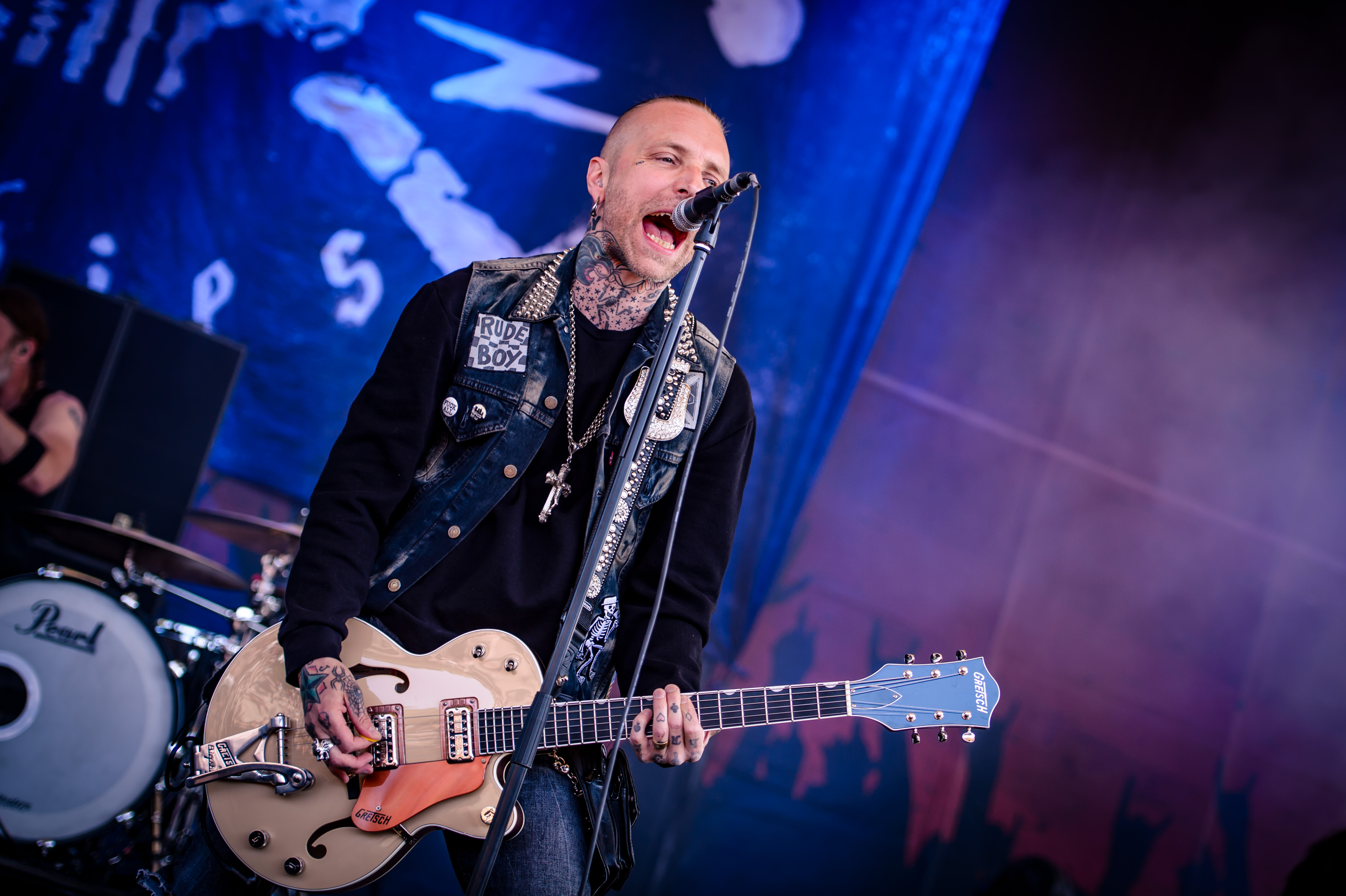
ニッケ・ボルグ(Vo/G) 2018年
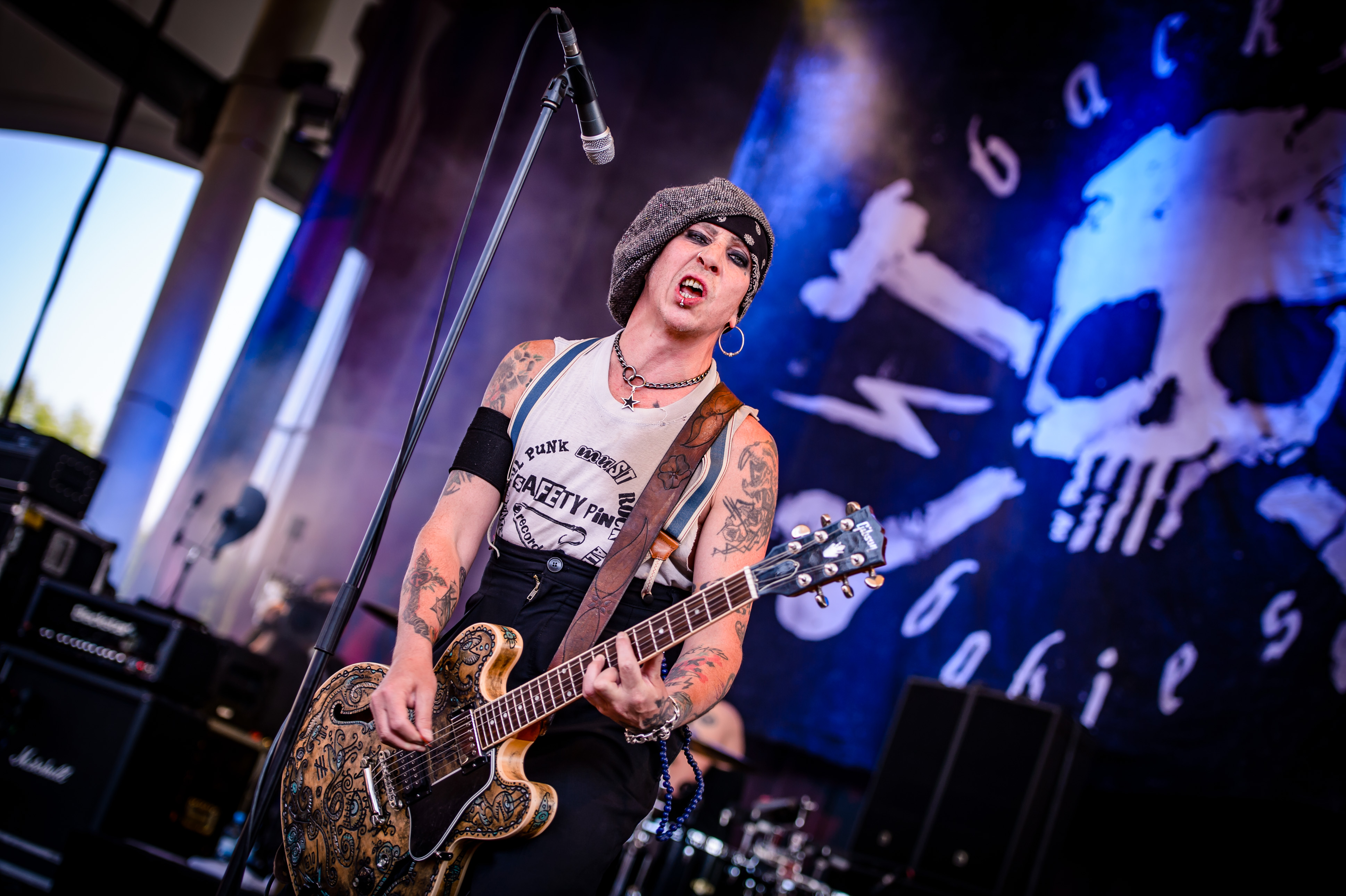
ドレゲン(G) 2018年
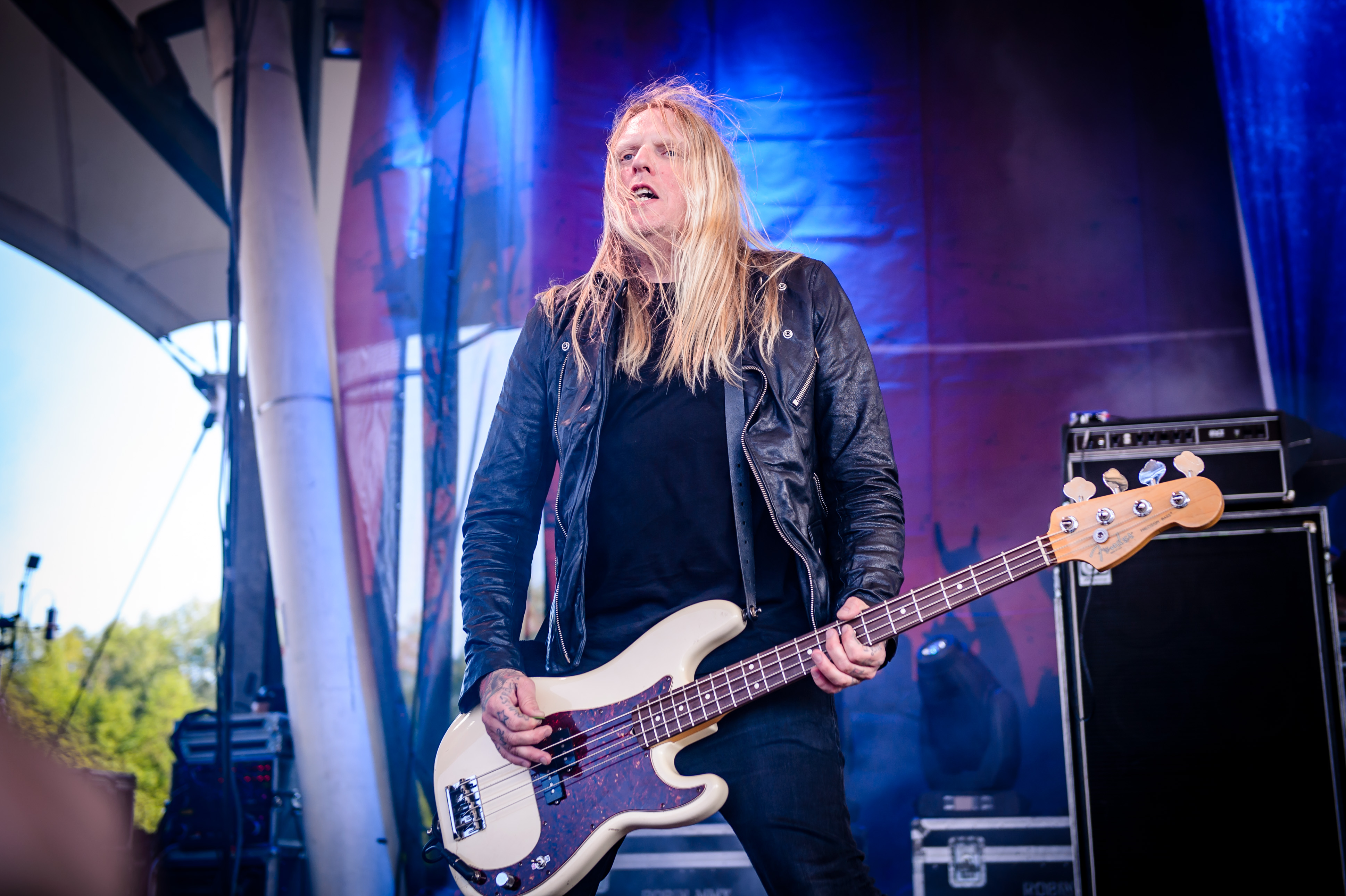
ヨハン・ブロムクヴィスト(B) 2018年
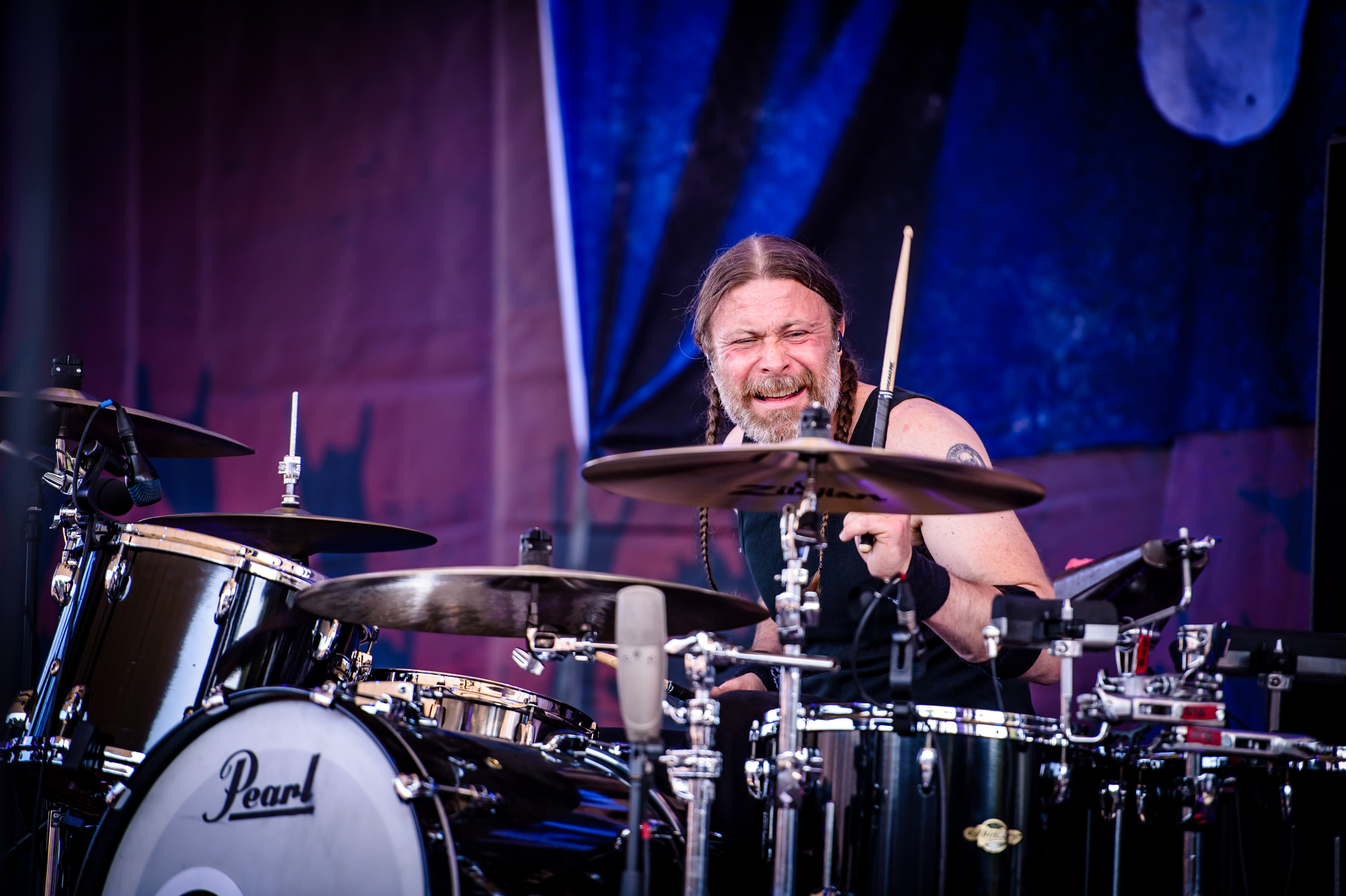
ペダー・カールソン(Ds) 2018年

### 旧メンバー
- トビアス・フィッシャー　Tobias Fischer - ボーカル/ベース (1987–1989)

## ディスコグラフィー

### アルバム

#### デモ
- タイラント - Tyrant（1989年）
- バックヤード・ベイビーズ - Backyard Babies（1990年）
- バイト＆チュー - Bite & Chew（1991年）
- ディーゼル＆パワー - Disel & Power（1992年）

#### スタジオアルバム
- ディーゼル＆パワー - Disel & Power（1994年）※2006年再リリース
- トータル13 - Total 13（1998年）
- 天下無敵! - Making Enemies Is Good（2001年）
- ストックホルム・シンドローム - Stockholm Syndrome（2003年）
- ピープルライク・ピープルライク・ピープルライク・アス - People Like People Like People Like Us（2006年）
- バックヤード・ベイビーズ - Backyard Babies（2008年）
- フォー・バイ・フォー - Four By Four（2015年）
- スリヴァー＆ゴールド - Sliver & Gold（2019年）

#### ミニアルバム
- サムシング・トゥー・スワロウ - Something to Swallow（1991年）
- ノックアウトツ イーピー - Knockouts EP（1997年）
- トータル 05 - Total 05（1998年）
- セイフティ・ピン&レパード・スキン - Safety Pin & Leopard Skin（1998年）

#### ライブアルバム
- リヴ・ライヴ・イン・パリ - Live Live in Paris（2005年）

#### コンピレーション・アルバム
- インデペンデント・デイズ - Independent Days（2001年）
- フロム・デモズ・トゥー・ディーモンズ:1989-1992 - From Demos to Demons: 1989-1992（2002年）
- ティナイトス - Tinnitus（2005年）
- ゼム・エックス・エックス - Them XX（2009年）

### シングル
- Electric Suzy (1994)
- Supershow (split, 1996)
- Look at You (1997)
- Bombed (Out of My Mind) (1997)
- Is It Still Alright to Smile? (1998)
- Highlights (1998)
- Babylon (1999)
- Brand New Hate (2001)
- The Clash (2001, BMG Sweden, b/w "Three Wise Monkeys", "Fashion (Changes with You)")
- Minus Celsius (2003)
- A Song for the Outcast (2004)
- Friends (2004)
- The Mess Age (2006)
- Dysfunctional Professional (2006)
- Fuck Off and Die (2008)
- Drool (2008)

### DVD
- Live (from LiveZone) (2005)
- Jetlag: The Movie (2005)
- Live At Crikus (2017)

## 来日公演
- 1998年7月 渋谷クラブクアトロ、11月15,16日　東京・渋谷クラブクアトロ 日時不明　愛知・名古屋クラブクアトロ、大阪・心斎橋クラブクアトロ
- 1999年8月9日 OUT OF HELL(富士急ハイランドコニファーフォレスト）
- 2001年「MAKING ENEMIES IS GOOD JAPAN TOUR」7月18日　東京・SHIBUYA-AX、7月21日　大阪・ベイサイドジェニー、7月23日　福岡・DRUM ROGOS
- 2004年2月1日　SONICMANIA'04　3月16,17日　東京・SHIBUYA O-EAST、3月18日　愛知・名古屋クラブクアトロ、3月20日　大阪・心斎橋クラブクアトロ
- 2006年10月14日　LOUD PARK'06　10月16日　広島クラブクアトロ　10月17日　愛知・名古屋クラブクアトロ、10月18日　大阪・心斎橋クラブクアトロ
- 2008年11月15日　大阪・心斎橋クラブクアトロ、11月16日　愛知・名古屋クラブクアトロ　11月17,18日　東京・渋谷クラブクアトロ
- 2010年「THEM XX JAPAN TOUR 2010」 3月10日 東京・SHIBUYA-AX、3月11日 大阪・心斎橋クラブクアトロ
- 2015年10月10日　LOUD PARK'15
- 2016年9月5日　東京・渋谷クラブクアトロ、9月6日 大阪・心斎橋クラブクアトロ、9月7日 愛知・名古屋クラブクアトロ
- 2019年 9月30日（大阪・梅田クラブクアトロ）、10月1日（東京・渋谷 duo MUSIC EXCHANGE）[6][7]